# Mănăstirea Dealu
Mănăstirea Dealu este o mănăstire de maici situată pe un deal din apropierea orașului Târgoviște (6 km N). Drumul principal de acces este, pe ultimii 2 km până la mănăstire, o pantă cu înclinație mare ce șerpuiește până în vârful dealului.

## Scurt istoric

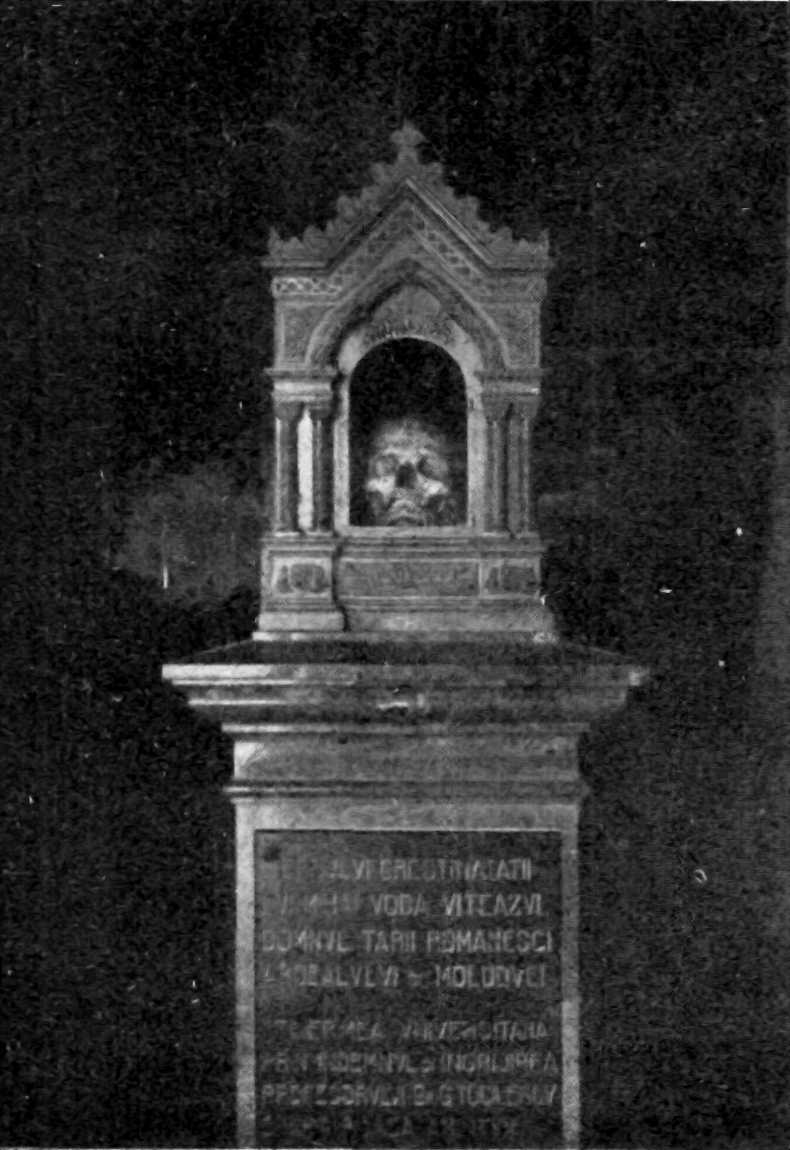
Capul lui Mihai Viteazul de la Mănăstirea Dealu de lângă Târgoviște (foto 1914)

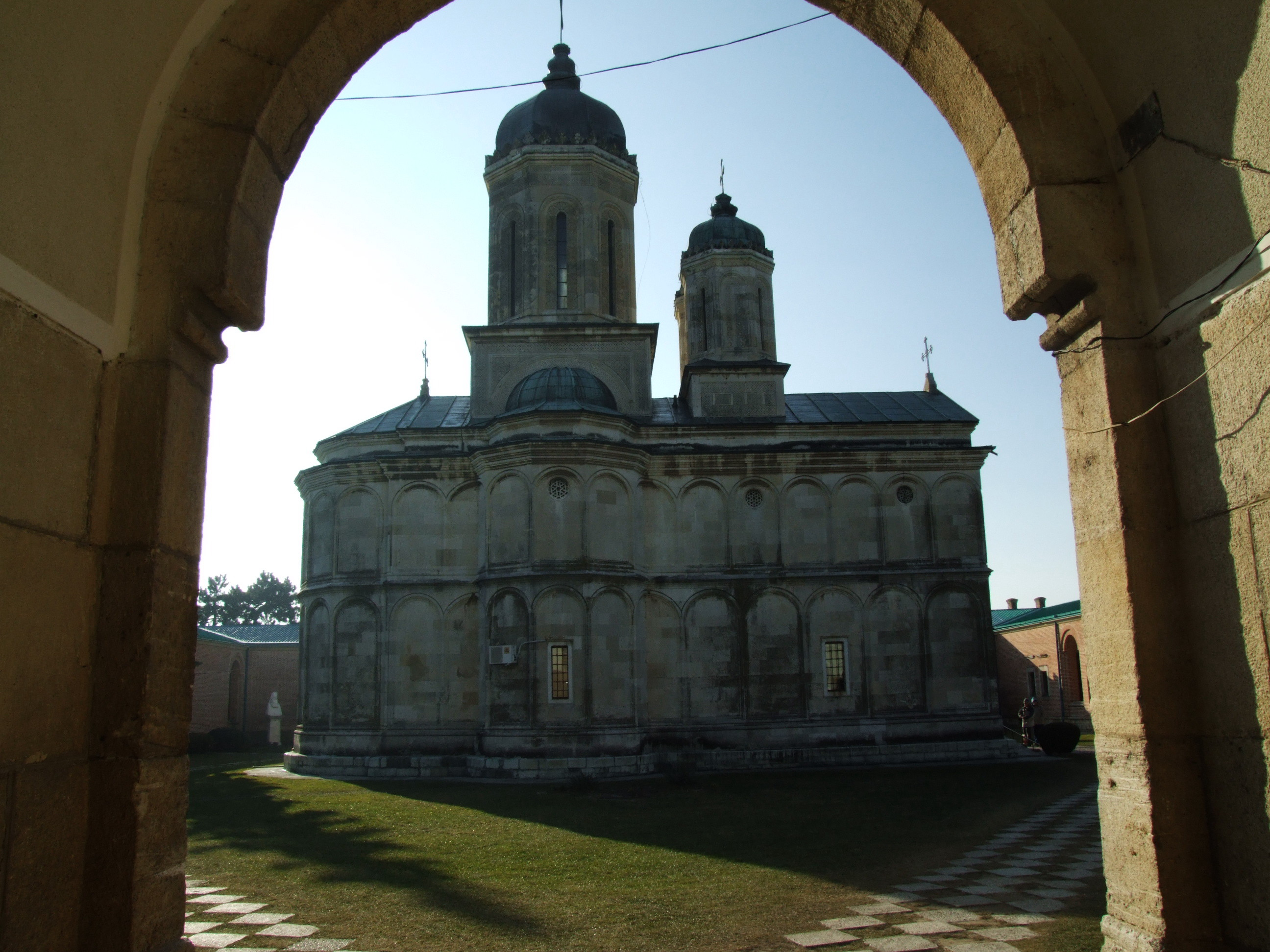
Mănăstirea Dealu privită de la intrarea în curtea interioară

- O așezare monahală este menționată documentar la 17 noiembrie 1431, așa cum reiese dintr-un document prin care Alexandru I Aldea îi făcea danie mănăstirii două sate.[2] Mănăstirea inițială fusese probabil întemeiată de către Mircea cel Bătrân[1].
- Mănăstirea a fost reconstruită din temelie, în forma ei actuală, în perioada 1499-1501[3] și ctitorită de către Radu cel Mare [4].
- Construcția ansamblului a fost terminată în timpul domniei lui Vlăduț Voievod, între 1510 și 1512.
- Aici călugărul sârb Macarie a instalat prima tiparniță din țările române, din ale cărei teascuri a ieșit în 1508 prima carte, un Liturghier.[5]
- În 9 iunie 1598 Mihai Viteazul a depus în biserica mănăstirii jurământul de supunere față de împăratul Rudolf al II-lea.
- La mănăstire au activat numeroși călugări-caligrafi, între care Mihail Rusin (d. 1613) și Matei al Mirelor (d. 1624).
- Matei Basarab a adus aici tiparnița de la Govora în 1644.
- Prima traducere cunoscută în limba slavonă a lucrării Imitatio Christi[6], datorată boierului cărturar Udriște Năsturel, cumnatul domnitorului Matei Basarab, a fost realizată și tipărită în secolul al XVII-lea, la Mănăstirea Dealu.[7]
- În timpul domniei lui Gheorghe Bibescu au fost reclădite încăperile de pe laturile incintei, precum și turnul clopotniței, devenit turnul lui Bibescu.[8]
- În 1863 mănăstirea de călugări a fost secularizată.
- În perioada 1877-1878 fosta incintă monastică a fost transformată în lagăr de prizonieri turci.[9]
- În perioada 1879-1883 a funcționat aici o școală divizionară de ofițeri, iar în perioada 1890-1891 un depozit de muniție.[10]
- În perioada 1902-1912 construcțiile mănăstirii au servit ca școală de copii de trupă.[11]
- Între 1912 și 1940 ea a adăpostit Liceul Militar „Nicolae Filipescu” de la Mănăstirea Dealu, unde a studiat principele moștenitor Mihai al României și, înaintea lui, Corneliu Zelea Codreanu, fondatorul mișcării legionare. Clădirile acestui liceu, care înlocuiseră edificiile fostei mănăstiri, s-au prăbușit la cutremurul din 1940.
- Clădirile actualei mănăstiri și renovarea bisericii datează din perioada 1953 - 1959. Prin grija Patriarhului Justinian s-a creat astfel un așezământ de asistență socială pentru preoți și călugări bătrâni, care a funcționat până în 1988.

## Biserica

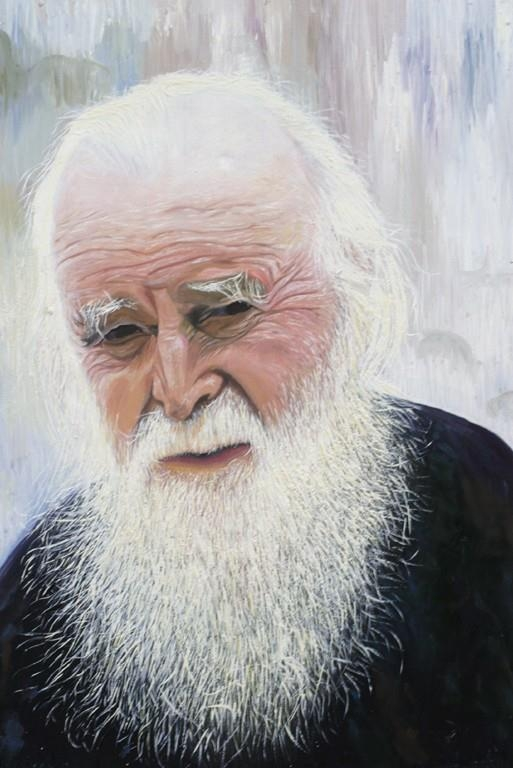
Arhimandritul Sofian Boghiu - portret de Paul Mecet

Biserica Sf. Nicolae, singurul corp arhitectural care s-a păstrat din vechiul ansamblu, este unul din cele mai importante monumente ale evului mediu din Țara Românească. Edificiul, dispus pe un plan triconc de tip Vodița II, are proporții zvelte; el măsoară 8 metri lățime și 21,20 metri lungime la o înălțime de 24 metri (fără acoperiș). Pe lângă tradiționala turlă pe naos apar aici pentru prima oară două turle pe traveea de răsărit a pronaosului prelungit. Ele evidențiază funcția sepulcrală a acestui corp arhitectonic. Această inovație va fi preluată de bisericile de la Tutana, Brebu și Gura Motrului.
Fațadele sunt în întregime placate cu piatră fățuită și decorate în două registre cu arcaturi de ciubuce. Acest sistem de decorare în două registre separate de un brâu median va caracteriza monumentele de cărămidă ridicate în cursul secolului al XVI-lea în Țara Românească. În decorul turlelor și cel al fațadei vestice se întâlnesc și ornamente caucaziene, care se vor regăsi mai târziu, cu mai mare densitate, pe fațadele bisericii episcopale de la Curtea de Argeș.
Pictura care împodobise inițial interiorul bisericii, o operă din 1515 a meșterului Dobromir din Târgoviște în colaborare cu Jitian și Stanciu, nu s-a păstrat. În 1985 biserica a fost repictată de arhimandritul Sofian Boghiu.
Pronaosul bisericii adăpostește mormântul lui Radu cel Mare și racla cu capul lui Mihai Viteazul. Sarcofagele din marmură ale acestor voievozi au fost executate între 1912 și 1913 de Frederic Storck.
De asemenea, mănăstirea mai adăpostește și mormântul lui Vlad cel Tânăr, sau Vlăduț.

## Galerie de fotografii

Turnul de la intrarea în curtea Mănăstirii Dealu
Curtea Mănăstirii Dealu
Pisania mănăstirii Dealu
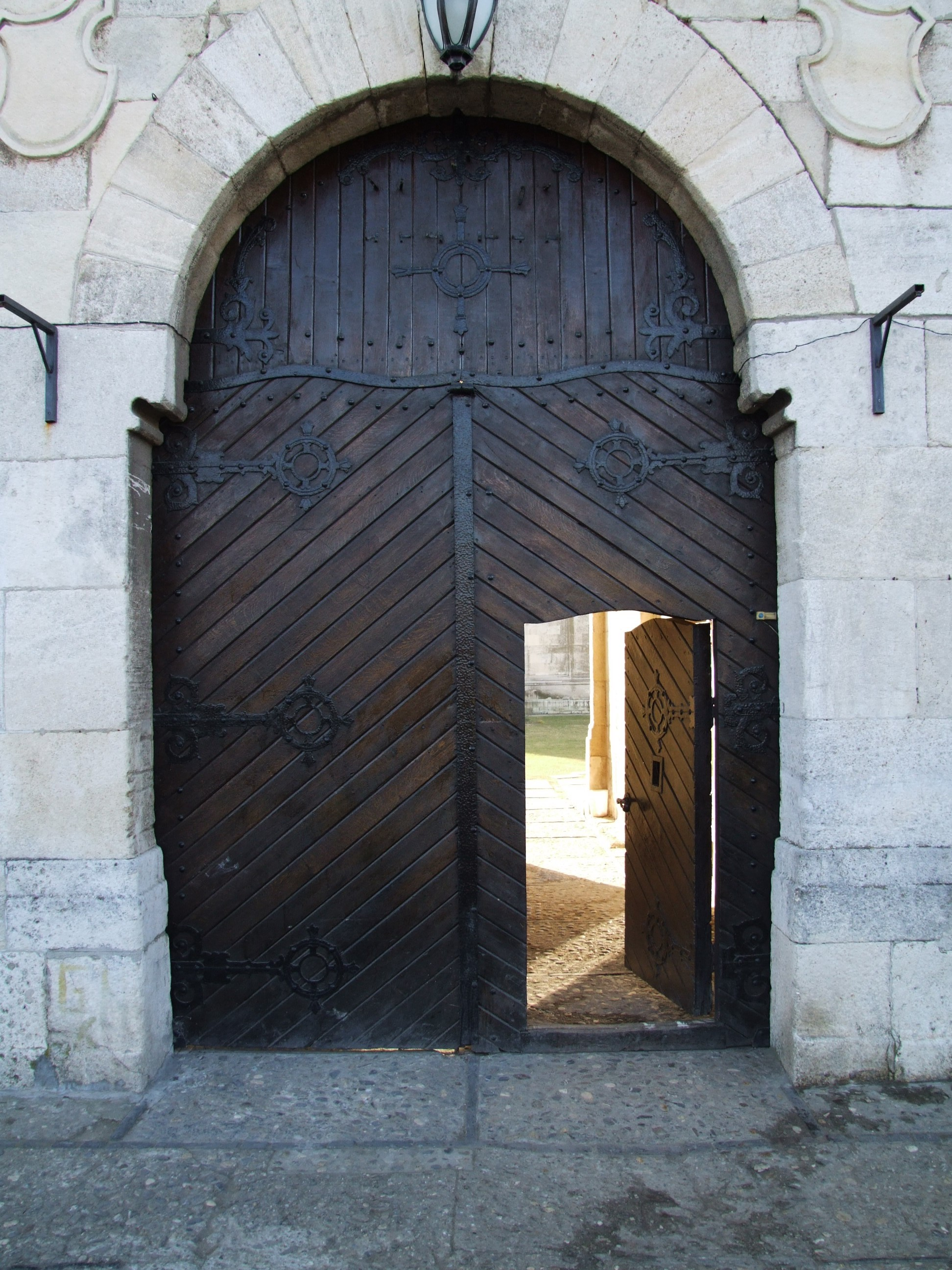
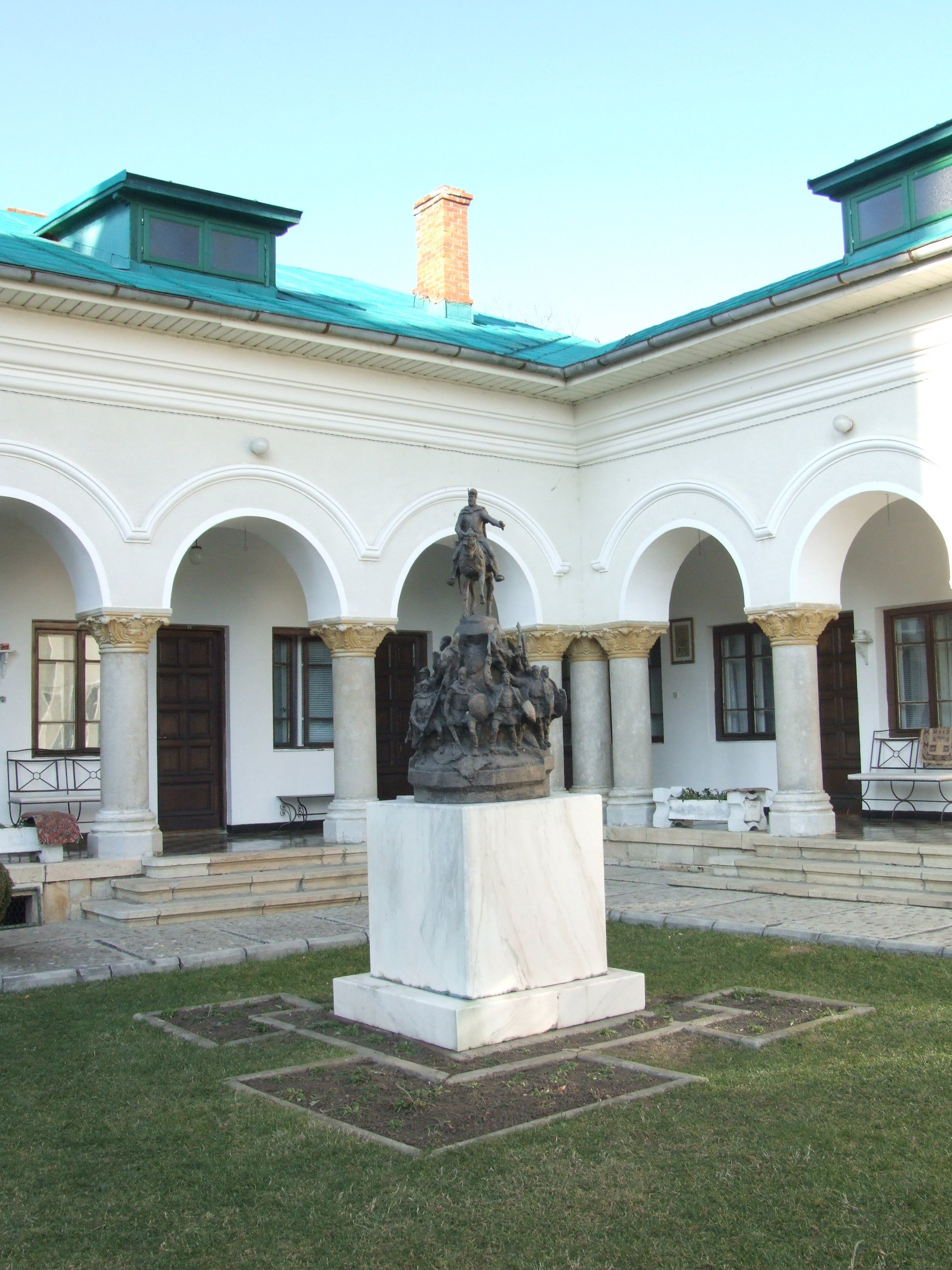
Biserica „Sf. Nicolae”, Mănăstirea Dealu, 2018
Mănăstirea Dealu: turnul-clopotniță (în 2018)
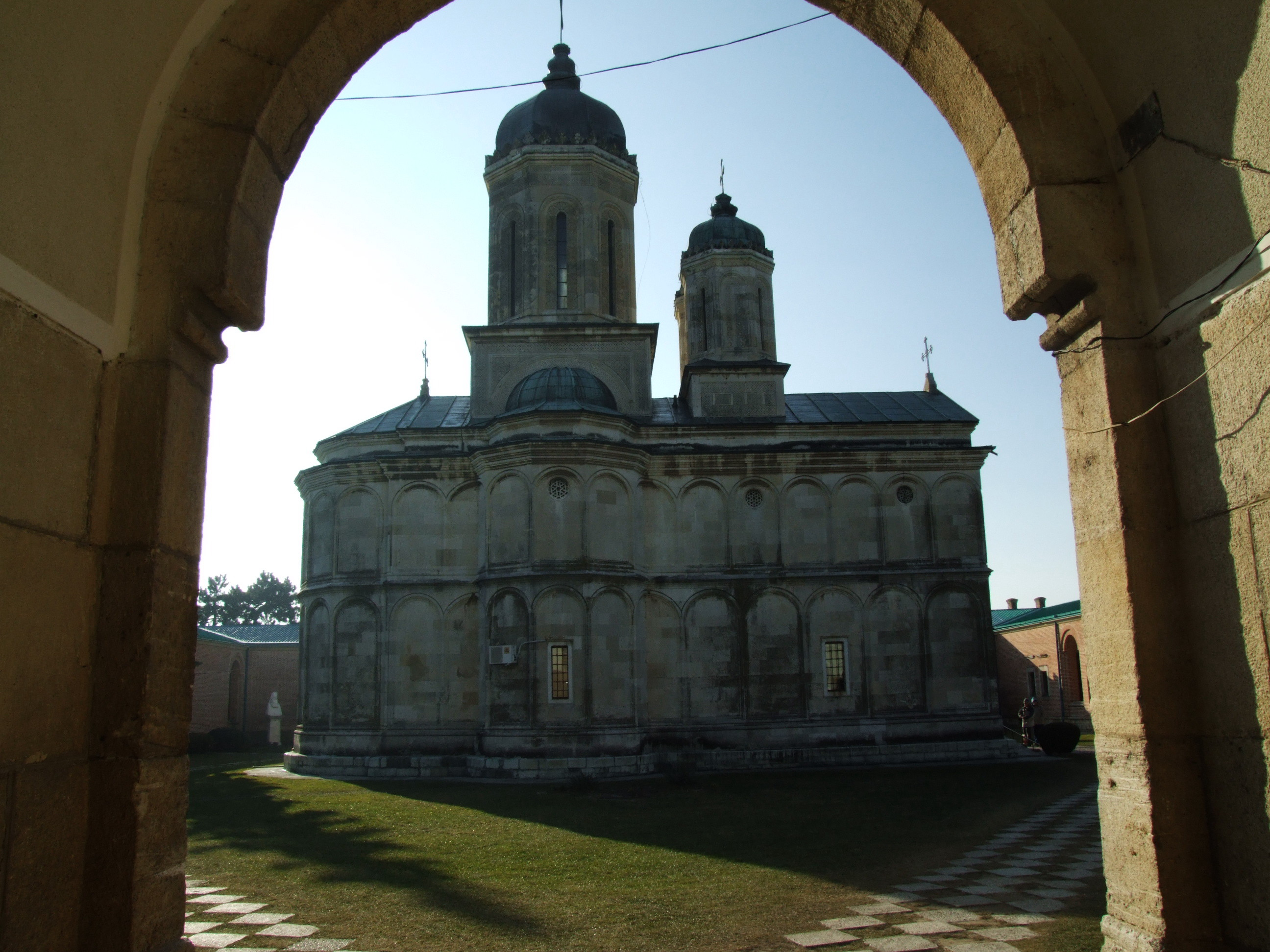
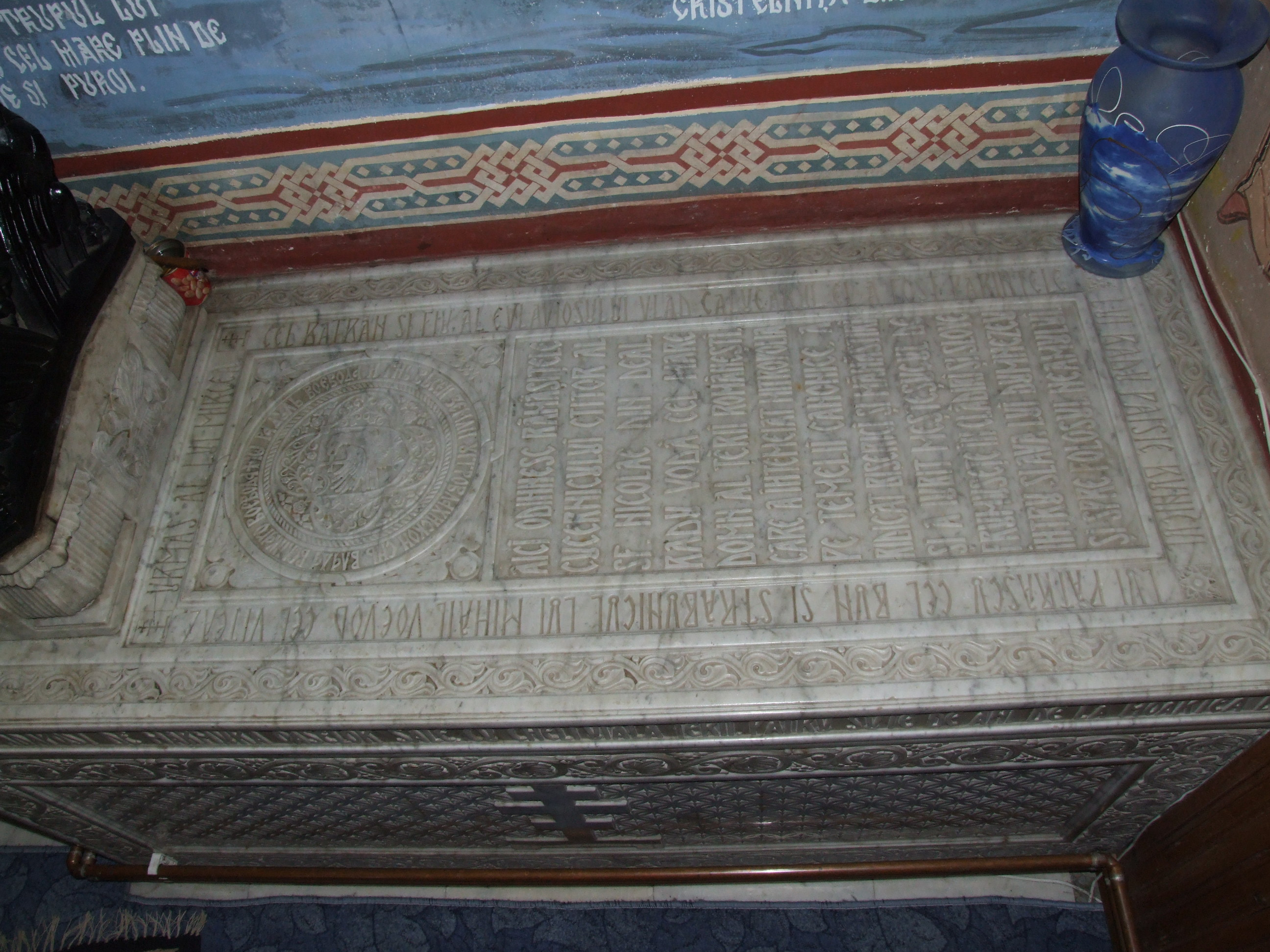
Sarcofagul lui Radu cel Mare de la Mănăstirea Dealu
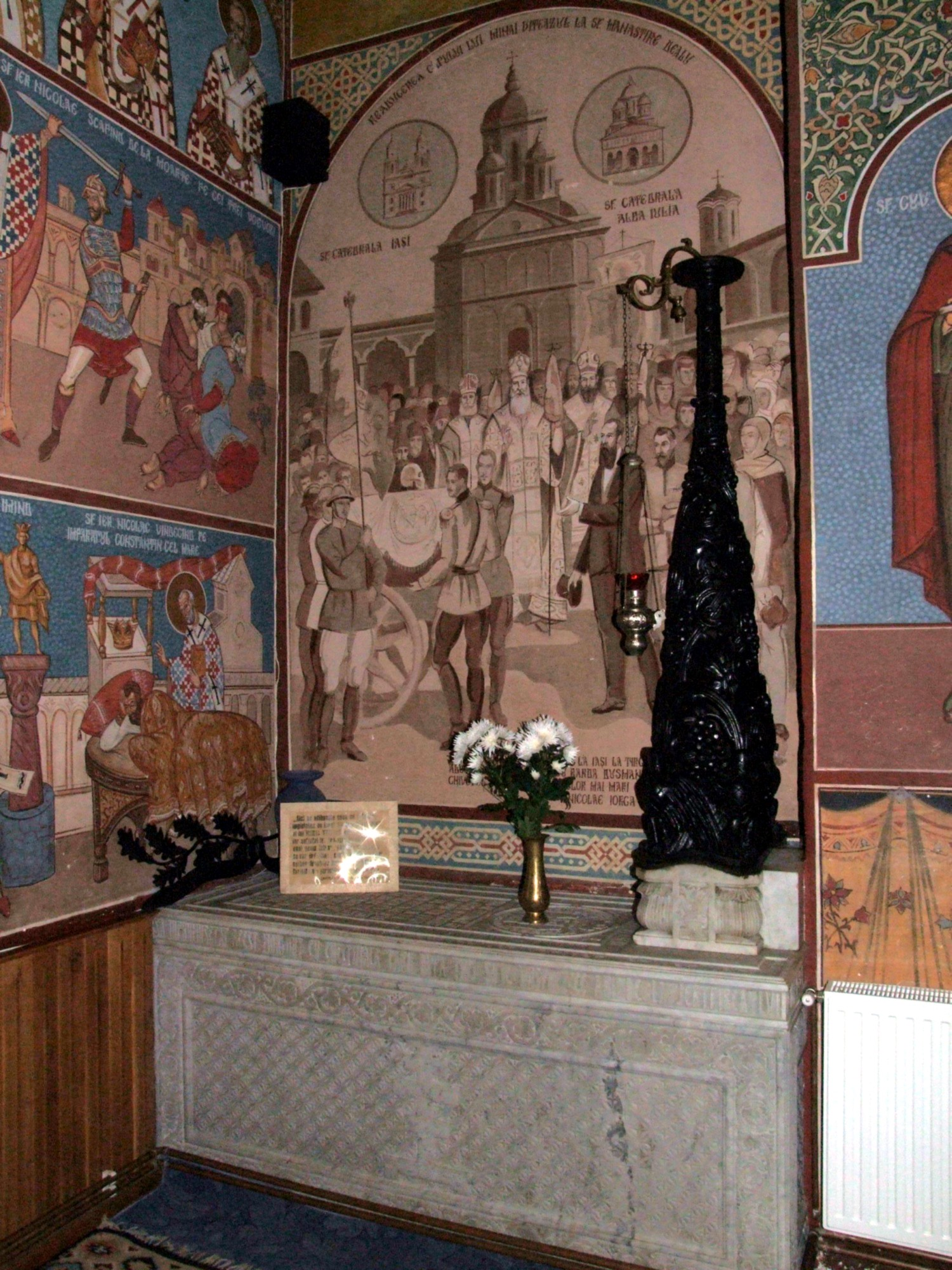
Sarcofagul cu capul lui Mihai Viteazul de la Mănăstirea Dealu